# Herança genética

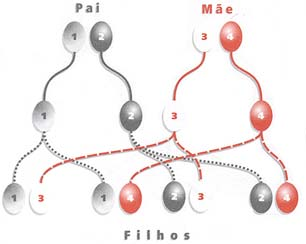

Herança genética ou biológica é processo pelo qual um organismo ou célula adquire ou torna-se predisposto a adquirir características semelhantes à do organismo ou célula que o gerou, através de informações codificadas (código genético) que são transmitidas à descendência. A combinação entre os códigos genéticos dos progenitores (em espécies sexuadas) e erros (mutações) na transmissão desses códigos são responsáveis pela variação biológica que, sob a ação da seleção natural, permite a evolução das espécies. A ciência que estuda a herança genética é a genética.
Organismos vivos são compostos de células, que possuem material genético. Esse material se encontra reunido em estruturas celulares chamadas cromossomos. Em organismos unicelulares como as bactérias, a célula-filha herda o seu genoma da célula-mãe. Em organismos diploides, como os seres humanos, os cromossomos ocorrem aos pares. Cada par destes cromossomos é constituído tanto de informação de origem genética materna quanto de origem paterna, normalmente em partes iguais.
No processo de fecundação, quando o espermatozoide paterno se une ao óvulo materno, metade das informações genéticas de cada progenitor se unem para formar o genoma da célula embrionária resultante. Assim, esta contém informações genéticas maternas e paternas. A formação do embrião se dá por subdivisões celulares sucessivas a partir dessa primeira célula. Na divisão celular, as informações genéticas são replicadas. Assim, cada nova célula do indivíduo possui a mesma informação genética presente na primeira célula zigótica.

## Modos de herança genética
O modo pelo qual ocorre a herança genética pode ser dividido em três categorias:
- 1. Número de loci envolvidos

- Monogenética (também chamado "simples") - um locus
- Oligogenética - poucos loci
- Poligenética - muitos loci
- 2. Cromossomos envolvidos

- Autossômica - os loci não estão situados nos cromossomos sexuais
- Gonossômica - os loci situados nos cromossomos sexuais
- Mitocondrial - os loci estão situados no DNA mitocondrial
- 3. Correlação genótipo-fenótipo

- Dominante
- Intermediária (também chamada "codominante")
- Recessiva

## Determinação da Hereditariedade
A determinação e descrição da herança são feitas principalmente por métodos matemáticos-estatísticos (por exemplo, análise de segregação). Se os locais envolvidos são conhecidos, métodos genéticos moleculares também podem ser usados.

## Hereditariedade na Determinação do sexo e na transmissão de traços
- Anormalidades Genéticas e Cromossomáticas
Autossomos -  22 pares de cromossomos não ligados à expressão sexual/ mitose